# Catalina Grey
Catalina Grey (1540 - Londres, 1568), fue la segunda hija de Frances Brandon y Enrique Grey, marqués de Dorset y duque de Suffolk. Era la hermana menor de Juana Grey. Nieta de María Tudor, reina de Francia, y por tanto sobrina de Enrique VIII, era heredera potencial al trono de Inglaterra sucediendo a su tía segunda, Isabel I, pero provocó la ira de la reina al casarse en secreto con Edward Seymour, I conde de Hertford, sobrino a su vez de Juana Seymour, tercera esposa de Enrique VIII y madre de Eduardo VI. Vivió en cautiverio hasta su muerte, y dio a luz a dos hijos en la Torre de Londres.

## Biografía
Nació el 25 de agosto de 1540, en Bradgate Park, cerca de Leicester. Era hija de Enrique Grey y Frances Brandon, y nieta de Charles Brandon y María Tudor, duquesa de Suffolk y Reina de Francia. Sus hermanas fueron la efímera reina Juana I de Inglaterra y lady María Grey.

### Derechos sucesorios
A través de su abuela, las hermanas Grey estaban en la línea de sucesión al trono Inglés, precedidas tan solo por los tres hijos Enrique VIII –Eduardo, María e Isabel - y María, reina de Escocia, única descendiente de Margarita Tudor, hija mayor de Enrique VII y reina consorte de Escocia. Sin embargo, Enrique VIII había excluido en su testamento la línea escocesa de la sucesión al trono de Inglaterra, lo que colocó a las hermanas Grey en los puestos inmediatamente posteriores a los hijos del rey.

## Primer matrimonio con Enrique Herbert
En 1553, desde su lecho de muerte, el rey Eduardo VI, junto con su primer ministro, John Dudley, I duque de Northumberland, trataron de excluir de la sucesión a María, hermana del rey, en favor de Juana Grey hermana mayor de Catalina. Según la patente real del 21 de junio de 1553, Catalina seguía en la línea sucesoria a su hermana y sus herederos varones. 
Jane se había casado con el hijo de Northumberland, Guilford Dudley, el 21 de mayo de 1553, y el mismo día, Catalina se casó con Henry Herbert, hijo de William Herbert, conde de Pembroke, y de Anne Parr, hermana de Catalina Parr. Tras la boda, Catalina se fue a vivir con su marido al castillo de Baynard, en el Támesis.
Cuando Juana fue derrocada por falta de apoyo popular, el conde de Pembroke procuró distanciarse de la familia Grey separando a su hijo de Catalina y solicitando la anulación del matrimonio. Este matrimonio nunca se consumó y fue anulado en 1554. En febrero de ese año, su hermana Juana Grey y el padre de ambas, el duque de Suffolk, habían sido ejecutados después de que fracasara la rebelión de Thomas Wyatt.

## Sucesión

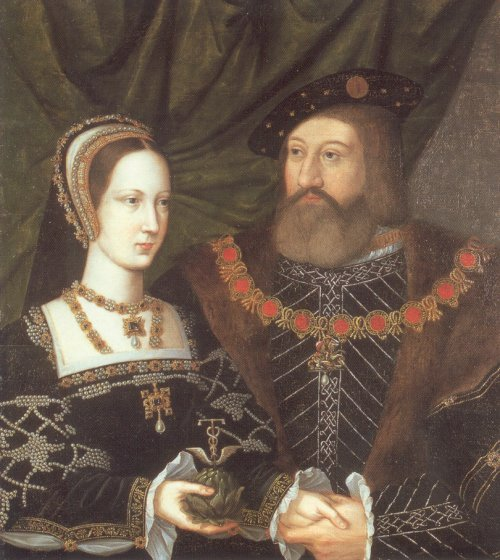
María Tudor y Charles Brandon, abuelos de Catalina.

Durante la primera fase del reinado de María Tudor, Catalina fue su heredera potencial. María aún no estaba casada y su hermana Isabel había sido declarada ilegítima. Enrique VIII había dejado estipulado en su testamento que los descendientes de su hermana María, las hermanas Grey, siguieran a sus propios hijos en la línea sucesoria.
Una vez muerta la reina María, su viudo el rey Felipe II de España intentó hacer valer los derechos de Catalina como heredera al trono para evitar que Isabel, considerada hereje por su religión protestante, e ilegítima por ser hija de Ana Bolena, heredara el trono. Para eso utilizó a Catalina, a quien prometió en matrimonio con su hijo Don Carlos.
Tras su ascenso al trono, Isabel podría haber considerado nombrar a Catalina su heredera, e incluso hubo rumores sobre una posible adopción.

## Segundo matrimonio con Edward Seymour

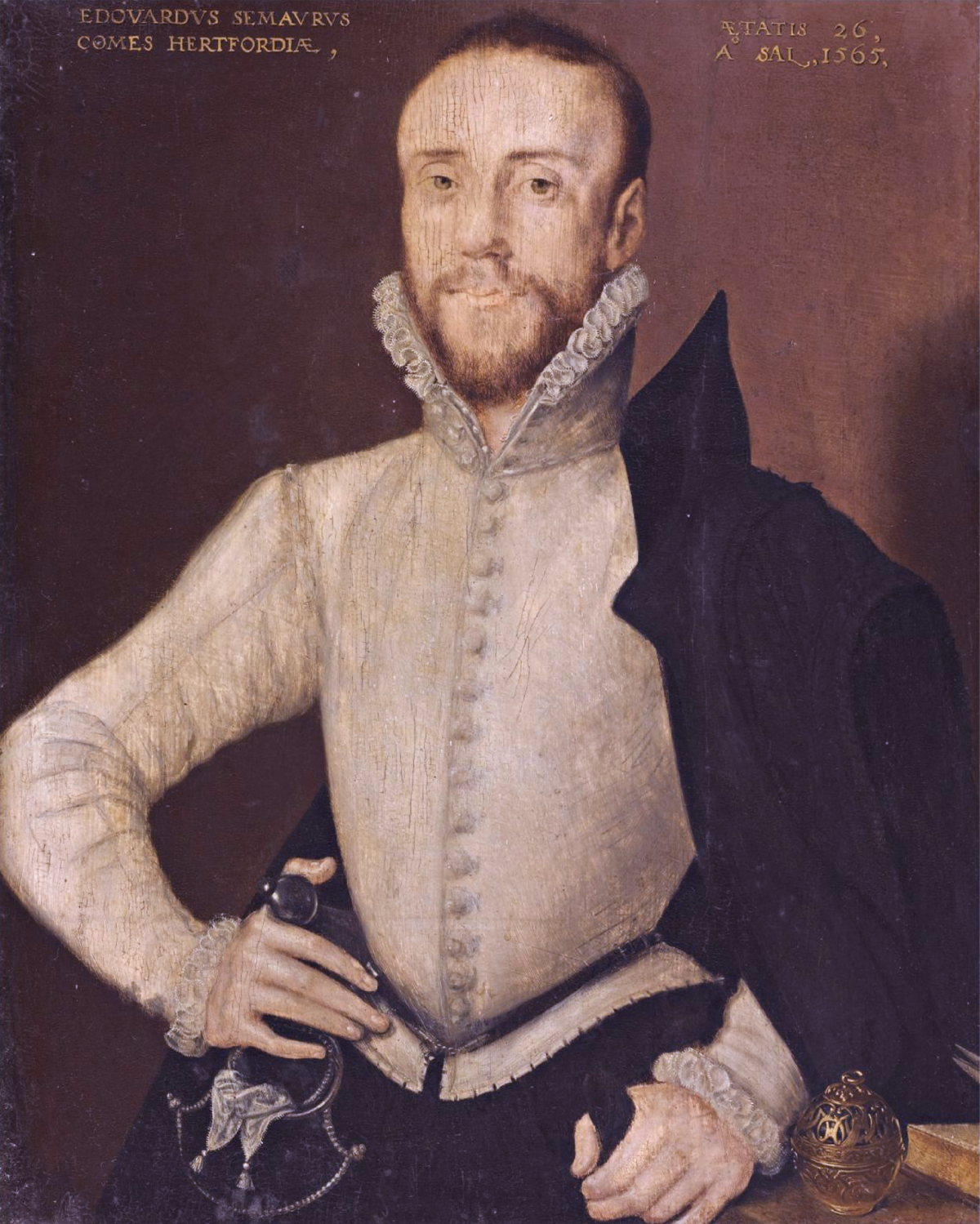
Su segundo esposo, Edward Seymour.

En diciembre de 1560, Catalina se casó en secreto y sin autorización con el conde de Hertford, Edward Seymour, hijo del anterior Lord Protector Eduardo Seymour, quien había sido ejecutado por traición poco antes. A la boda solo asistió la hermana del novio, Jane Seymour. Antes de conocer esta boda, la reina había enviado a Eduardo a una gira por Europa, y este entregó a Catalina un documento que probaría su matrimonio en caso de que él falleciera, lo que le permitiría heredar sus propiedades. Catalina perdió el documento, y tras la muerte de su cuñada en 1561 por tuberculosis, se vio imposibilitada para probar la legitimidad de su matrimonio.

## Encarcelamiento
Catalina ocultó su matrimonio durante meses, hasta que se lo confesó a su cuñado Robert Dudley, cuando ya se encontraba embarazada de ocho meses. La reina se puso furiosa al conocer por Dudley la boda de su prima. Esta boda perturbaba la diplomacia anglo-escocesa, ya que eliminaba una posible unión entre Catalina y el conde de Arran, un joven noble aspirante al trono escocés.
Isabel encarceló a su sobrina segunda, en la Torre de Londres, donde también fue enviado Edward a su vuelta a Inglaterra. 

### Descendencia
Los esposos permanecieron en la Torre de Londres durante años. El teniente de la torre permitía visitas entre ellos, sus habitaciones estaban equipadas con enseres del guardarropa real de la torre y hay constancia de que se les autorizara a tener mascotas. Durante su estancia en prisión, Catalina dio a luz dos hijos:
- Edward Seymour, (1561 – 1612), que se casó con Honora Rogers y tuvo seis hijos.
- Thomas Seymour, (1563 – 1600), se casó con Isabel Onley. Este matrimonio no tuvo descendencia.

En 1562, el matrimonio fue anulado, lo que convirtió a sus hijos en ilegítimos. De esta forma quedaban automáticamente excluidos de la sucesión al trono.

### Relaciones con la familia Tudor
- Catalina era nieta de María Tudor, duquesa de Suffolk, hermana de Enrique VIII y por tanto, tía de las reinas María I e Isabel I.
- Su segundo esposo era sobrino de Juana Seymour, tercera esposa de Enrique VIII y madre de Eduardo VI.

## Muerte
Tras el nacimiento de su segundo hijo, la enfurecida reina ordenó la separación permanente de Catalina y el resto de la familia. Catalina fue enviada con su tío, sir John Grey, con quien estuvo hasta noviembre de 1564. Después quedó a cargo de sir William Petre durante dos años, hasta que se la trasladó con sir John Wentworth y después a Yoxfrod, en Suffolk, donde murió de tuberculosis a los pocos días de llegar, el 26 de enero de 1568, a los 27 años. 
Fue enterrada en la iglesia parroquial de Yoxford, y después sus restos fueron trasladados a la catedral de Salisbury, donde fue inhumada junto a su marido.

## Árbol genealógico
|  |                                        |  |  |  |  |  |  |  |  |  |  |  |  |  |  |  |
|  | 16. Juan Grey de Groby                 |  |  |  |  |  |  |  |  |  |  |  |  |  |  |  |
|  |                                        |  |  |  |  |  |  |  |  |  |  |  |  |  |  |  |
|  |                                        |  |  |  |  |  |  |  |  |  |  |  |  |  |  |  |
|  | 8. Thomas Grey                         |  |  |  |  |  |  |  |  |  |  |  |  |  |  |  |
|  |                                        |  |  |  |  |  |  |  |  |  |  |  |  |  |  |  |
|  |                                        |  |  |  |  |  |  |  |  |  |  |  |  |  |  |  |
|  | 17. Isabel Woodville (= 31)            |  |  |  |  |  |  |  |  |  |  |  |  |  |  |  |
|  |                                        |  |  |  |  |  |  |  |  |  |  |  |  |  |  |  |
|  |                                        |  |  |  |  |  |  |  |  |  |  |  |  |  |  |  |
|  | 4. Thomas Grey II marqués de Dorset    |  |  |  |  |  |  |  |  |  |  |  |  |  |  |  |
|  |                                        |  |  |  |  |  |  |  |  |  |  |  |  |  |  |  |
|  |                                        |  |  |  |  |  |  |  |  |  |  |  |  |  |  |  |
|  | 18. William Bonville                   |  |  |  |  |  |  |  |  |  |  |  |  |  |  |  |
|  |                                        |  |  |  |  |  |  |  |  |  |  |  |  |  |  |  |
|  |                                        |  |  |  |  |  |  |  |  |  |  |  |  |  |  |  |
|  | 9. Cecily Bonville                     |  |  |  |  |  |  |  |  |  |  |  |  |  |  |  |
|  |                                        |  |  |  |  |  |  |  |  |  |  |  |  |  |  |  |
|  |                                        |  |  |  |  |  |  |  |  |  |  |  |  |  |  |  |
|  | 19. Katherine Neville                  |  |  |  |  |  |  |  |  |  |  |  |  |  |  |  |
|  |                                        |  |  |  |  |  |  |  |  |  |  |  |  |  |  |  |
|  |                                        |  |  |  |  |  |  |  |  |  |  |  |  |  |  |  |
|  | 2. Enrique Grey, I Duque de Suffolk    |  |  |  |  |  |  |  |  |  |  |  |  |  |  |  |
|  |                                        |  |  |  |  |  |  |  |  |  |  |  |  |  |  |  |
|  |                                        |  |  |  |  |  |  |  |  |  |  |  |  |  |  |  |
|  | 20. Nicholas Wotton                    |  |  |  |  |  |  |  |  |  |  |  |  |  |  |  |
|  |                                        |  |  |  |  |  |  |  |  |  |  |  |  |  |  |  |
|  |                                        |  |  |  |  |  |  |  |  |  |  |  |  |  |  |  |
|  | 10. Richard Wotton                     |  |  |  |  |  |  |  |  |  |  |  |  |  |  |  |
|  |                                        |  |  |  |  |  |  |  |  |  |  |  |  |  |  |  |
|  |                                        |  |  |  |  |  |  |  |  |  |  |  |  |  |  |  |
|  | 21. Elizabeth Bamburgh                 |  |  |  |  |  |  |  |  |  |  |  |  |  |  |  |
|  |                                        |  |  |  |  |  |  |  |  |  |  |  |  |  |  |  |
|  |                                        |  |  |  |  |  |  |  |  |  |  |  |  |  |  |  |
|  | 5. Margaret Wotton                     |  |  |  |  |  |  |  |  |  |  |  |  |  |  |  |
|  |                                        |  |  |  |  |  |  |  |  |  |  |  |  |  |  |  |
|  |                                        |  |  |  |  |  |  |  |  |  |  |  |  |  |  |  |
|  | 22. Henry Belknap                      |  |  |  |  |  |  |  |  |  |  |  |  |  |  |  |
|  |                                        |  |  |  |  |  |  |  |  |  |  |  |  |  |  |  |
|  |                                        |  |  |  |  |  |  |  |  |  |  |  |  |  |  |  |
|  | 11. Anne Belknap                       |  |  |  |  |  |  |  |  |  |  |  |  |  |  |  |
|  |                                        |  |  |  |  |  |  |  |  |  |  |  |  |  |  |  |
|  |                                        |  |  |  |  |  |  |  |  |  |  |  |  |  |  |  |
|  | 23. Margaret Knollys                   |  |  |  |  |  |  |  |  |  |  |  |  |  |  |  |
|  |                                        |  |  |  |  |  |  |  |  |  |  |  |  |  |  |  |
|  |                                        |  |  |  |  |  |  |  |  |  |  |  |  |  |  |  |
|  | 1. Lady Catherine Grey                 |  |  |  |  |  |  |  |  |  |  |  |  |  |  |  |
|  |                                        |  |  |  |  |  |  |  |  |  |  |  |  |  |  |  |
|  |                                        |  |  |  |  |  |  |  |  |  |  |  |  |  |  |  |
|  | 24. William Brandon                    |  |  |  |  |  |  |  |  |  |  |  |  |  |  |  |
|  |                                        |  |  |  |  |  |  |  |  |  |  |  |  |  |  |  |
|  |                                        |  |  |  |  |  |  |  |  |  |  |  |  |  |  |  |
|  | 12. William Brandon                    |  |  |  |  |  |  |  |  |  |  |  |  |  |  |  |
|  |                                        |  |  |  |  |  |  |  |  |  |  |  |  |  |  |  |
|  |                                        |  |  |  |  |  |  |  |  |  |  |  |  |  |  |  |
|  | 25. Elizabeth Wingfield                |  |  |  |  |  |  |  |  |  |  |  |  |  |  |  |
|  |                                        |  |  |  |  |  |  |  |  |  |  |  |  |  |  |  |
|  |                                        |  |  |  |  |  |  |  |  |  |  |  |  |  |  |  |
|  | 6. Charles Brandon                     |  |  |  |  |  |  |  |  |  |  |  |  |  |  |  |
|  |                                        |  |  |  |  |  |  |  |  |  |  |  |  |  |  |  |
|  |                                        |  |  |  |  |  |  |  |  |  |  |  |  |  |  |  |
|  | 26. Henry Bruyn                        |  |  |  |  |  |  |  |  |  |  |  |  |  |  |  |
|  |                                        |  |  |  |  |  |  |  |  |  |  |  |  |  |  |  |
|  |                                        |  |  |  |  |  |  |  |  |  |  |  |  |  |  |  |
|  | 13. Elizabeth Bruyn                    |  |  |  |  |  |  |  |  |  |  |  |  |  |  |  |
|  |                                        |  |  |  |  |  |  |  |  |  |  |  |  |  |  |  |
|  |                                        |  |  |  |  |  |  |  |  |  |  |  |  |  |  |  |
|  | 27. Elizabeth Darcy                    |  |  |  |  |  |  |  |  |  |  |  |  |  |  |  |
|  |                                        |  |  |  |  |  |  |  |  |  |  |  |  |  |  |  |
|  |                                        |  |  |  |  |  |  |  |  |  |  |  |  |  |  |  |
|  | 3. Lady Frances Brandon                |  |  |  |  |  |  |  |  |  |  |  |  |  |  |  |
|  |                                        |  |  |  |  |  |  |  |  |  |  |  |  |  |  |  |
|  |                                        |  |  |  |  |  |  |  |  |  |  |  |  |  |  |  |
|  | 28. Edmundo Tudor, I Conde de Richmond |  |  |  |  |  |  |  |  |  |  |  |  |  |  |  |
|  |                                        |  |  |  |  |  |  |  |  |  |  |  |  |  |  |  |
|  |                                        |  |  |  |  |  |  |  |  |  |  |  |  |  |  |  |
|  | 14. Enrique VII de Inglaterra          |  |  |  |  |  |  |  |  |  |  |  |  |  |  |  |
|  |                                        |  |  |  |  |  |  |  |  |  |  |  |  |  |  |  |
|  |                                        |  |  |  |  |  |  |  |  |  |  |  |  |  |  |  |
|  | 29. Margarita Beaufort                 |  |  |  |  |  |  |  |  |  |  |  |  |  |  |  |
|  |                                        |  |  |  |  |  |  |  |  |  |  |  |  |  |  |  |
|  |                                        |  |  |  |  |  |  |  |  |  |  |  |  |  |  |  |
|  | 7. María Tudor                         |  |  |  |  |  |  |  |  |  |  |  |  |  |  |  |
|  |                                        |  |  |  |  |  |  |  |  |  |  |  |  |  |  |  |
|  |                                        |  |  |  |  |  |  |  |  |  |  |  |  |  |  |  |
|  | 30. Eduardo IV de Inglaterra           |  |  |  |  |  |  |  |  |  |  |  |  |  |  |  |
|  |                                        |  |  |  |  |  |  |  |  |  |  |  |  |  |  |  |
|  |                                        |  |  |  |  |  |  |  |  |  |  |  |  |  |  |  |
|  | 15. Isabel de York                     |  |  |  |  |  |  |  |  |  |  |  |  |  |  |  |
|  |                                        |  |  |  |  |  |  |  |  |  |  |  |  |  |  |  |
|  |                                        |  |  |  |  |  |  |  |  |  |  |  |  |  |  |  |
|  | 31. Isabel Woodville (= 17)            |  |  |  |  |  |  |  |  |  |  |  |  |  |  |  |
|  |                                        |  |  |  |  |  |  |  |  |  |  |  |  |  |  |  |
|  |                                        |  |  |  |  |  |  |  |  |  |  |  |  |  |  |  |